# Olve Eikemo
Olve Eikemo, más conocido como Abbath Doom Occulta o simplemente Abbath (Bergen, Noruega, 27 de junio de 1973), es un músico noruego conocido por haber sido el vocalista y guitarrista de la banda de black metal Immortal. A los 15 años, Eikemo fue uno de los fundadores de la banda de death metal Old Funeral, donde coincidió con dos futuros miembros de Immortal, Jan Atle y Jörn Tonsberg. También fundó la banda Satanel junto a Varg Vikernes
Entre sus otros proyectos musicales destacan el supergrupo I, la banda tributo a Motörhead, Bömbers; y el proyecto en solitario del exguitarrista de Immortal, Demonaz.

## Biografía

### Primeros años
Eikemo creció en el pueblo de Lysefjorden en Os a las afueras de Bergen (Noruega). Desde su adolescencia, es fiel fanático de bandas como Morbid Angel, Possessed, Slayer, Artillery, Mercyful Fate, Venom, Motörhead, Manowar, Iron Maiden y Black Sabbath. En esa época comenzó a tocar el bajo, teniendo como inspiración a los bajistas Joey DeMaio, Lemmy Kilmister, Geezer Butler, Steve Harris y Tom Araya. Su carrera musical comenzó en 1988 al fundar Old Funeral.

### Immortal
La historia de Immortal comienza en 1990 tras la disolución de la banda de death metal Amputation. En varias ocasiones durante la existencia de Immortal, Abbath fue el vocalista, bajista, guitarrista, teclista, batería y letrista, debido principalmente a la incapacidad de la banda de mantener una formación estable. Sin embargo, durante un largo período, Abbath fue el vocalista, bajista y batería de (estudio) mientras que Demonaz tocaba la guitarra. A pesar de la llegada de Horgh los problemas continuaron. Después de la publicación de Blizzard Beasts a Demonaz se le diagnosticó una tendinitis, lo que le impidió seguir tocando la guitarra, pero continuó como letrista y mánager de la banda. En 1999 publicaron At the Heart of Winter, esta vez con Abbath encargándose de las voces, la guitarra, el bajo y el sintetizador y con Horgh como batería. Este álbum marcó un gran cambio en el estilo musical de Immortal. Los dos siguientes álbumes, Damned In Black y Sons of Northern Darkness fueron grabados con el nuevo bajista, Iscariah.
Poco después de la grabación de Sons of Northern Darkness, Immortal anunció su separación. La ruptura no fue causada por problemas o tensiones internas, sino más bien fue un acuerdo entre los miembros. 
A principios de junio de 2006, sin embargo, una revista de hard rock alemana anunció que Abbath y Horgh volverían a reunirse en Immortal, y ya llevaban un cierto tiempo practicando el material antiguo de la banda. Respecto a cuándo volverían a tocar en directo, Abbath declaró: "Un año más o menos no significará ninguna diferencia. Tenemos todo el tiempo del mundo."
En septiembre de 2009, All Shall Fall, el último álbum de Immortal fue publicado.

### I
En 2006, Abbath formó una nueva banda llamada simplemente "I". Abbath es el líder y guitarrista en "I", en la que también están presentes el antiguo batería de Immortal Armagedda, TC King de Gorgoroth en el bajo y el guitarrista Arve Isdal, de Enslaved. Su disco debut Between Two Worlds tiene un estilo que aúna los de Immortal, Motörhead y Bathory.

### Bömbers
Bömbers es una banda tributo a Motörhead formada en 1996. Abbath es el cantante y bajista, Tore (ex-Old Funeral) guitarrista y Pez (Punishment Park) batería.

### Abbath
En el año 2015 después de que Abbath dejara Immortal comenzó su carrera solista bajo el nombre Abbath, reclutando al bajista King Ov Hell de la banda God Seed y al baterista Creature para participar en la banda, también reclutó al vocalista y guitarrista Per Valla quien este solo participa en las presentaciones en vivo como guitarrista líder. La banda se presentó en vivo por primera vez en el festival Tuska Open Air de 2015. El 12 de diciembre de 2015 se anunció que el baterista Creature había dejado la banda, varios días después, el 15 de diciembre Per Valla también dejó la banda. el 22 de enero de 2016 Abbath lanzó su álbum debut homónimo Abbath.

## Vida personal
Abbath estuvo casado con la hermana de Demonaz con la cual tiene un hijo, pero se divorciaron amistosamente. Según el exguitarrista, esta ruptura no ha interferido en su relación con el cantante.

## Equipo
En el pasado Abbath usaba una guitarra GHL Jackson Randy Rhoads que modificó con pastillas nuevas y pintura personalizada. En la actualidad usa principalmente un modelo de edición limitada ESP Dave Mustaine que ha modificado para añadir un sistema Floyd Rose. Abbath usa amplificadores Engl, Peavey y Mesa/Boogie.
En una entrevista para la revista Guitar World, menciona que tiene un contrato de representación para ESP. También, en un ranking sobre los mejores guitarristas en esa misma revista, aparece Abbath en el puesto 86.
Abbath usó baterías Pearl y bajos Ironbird B.C. Rich.

## Colaboraciones
- Con Dimmu Borgir en "Progenies of the Great Apocalypse" y "Heavenly Perverse" del álbum Death Cult Armageddon (2003).

## Discografía
Con Immortal
- Diabolical Fullmoon Mysticism - (1992)
- Pure Holocaust - (1993)
- Battles in the North - (1995)
- Blizzard Beasts - (1997)
- At the Heart of Winter - (1999)
- Damned In Black - (2000)
- Sons of Northern Darkness - (2002)
- All Shall Fall - (2009)

Con I
- Between Two Worlds (2006)

Con Dimmu Borgir
- Death Cult Armageddon (2003)

## Reconocimientos
| Publicación  | Año  | Categoría                              | Resultado |
| ------------ | ---- | -------------------------------------- | --------- |
| Guitar World | -    | 100 mejores guitarrista de la historia | 86        |
| Terrorizer   | 2009 | Mejor vocalista                        | 4         |
| Terrorizer   | 2009 | Personalidad del año                   | 4         |